# حمزة بك الأرناؤوطي
حمزة بك الأرناؤوطي هو سياسي عثماني شغل منصب والي في الدولة العثمانية.  تولى منصب قبطان باشا البحرية العثمانية (أدميرال).

## مناصبه
تولى المناصب التالية:
- قبطان باشا (1453–1456)
- والي الأناضول

## أنظر أيضا
- قائمة قباطين البحر العثمانيين.